# Csennai
Csennai (tamil: சென்னை, angol átírással: Chennai), régebben Madrász (Madras) indiai település, Tamilnádu állam székhelye.
A Bengáli-öböl Koromandel-part nevű szakaszán fekszik. India negyedik legnagyobb városa, elővárosaival a világ egyik legnépesebb várostömörülése.
A várost a 17. század közepén alapította a Brit Kelet-indiai Társaság, később britek fejlett urbanizált régióvá és haditengerészeti bázissá építették ki. A 20. századra közigazgatási központtá és a Madrász tartomány fővárosává vált.
Csennai India harmadik legnagyobb kereskedelmi és ipari központja, kulturális örökségéről és templomépítészetéről ismert. A dél-indiai klasszikus zene és tánc központja. India autógyártási központjának tekinthető, mivel a gépkocsigyártó vállalatok nagy részének itt van a telephelye, és a járművek nagy részét is itt gyártják. Emiatt Csennait sokan India Detroitjának is nevezik.
Az utóbbi években a Nyugatról áttelepített munkák (outsourcing) központjává vált.
A város tengerpartja, a Marina Beach 12 km hosszú.
Egyike azon kevés városnak is, melyek határain belül nemzeti park található, nevezetesen a Guindi Nemzeti Park.

## Földrajz

### Éghajlat
Éghajlata trópusi szavannai. 
| Hónap                          | Jan. | Feb. | Már. | Ápr. | Máj. | Jún. | Júl. | Aug. | Szep. | Okt. | Nov. | Dec. | Év   |
| ------------------------------ | ---- | ---- | ---- | ---- | ---- | ---- | ---- | ---- | ----- | ---- | ---- | ---- | ---- |
| Átlagos max. hőmérséklet (°C)  | 28,8 | 30,5 | 32,5 | 34,3 | 36,8 | 37,0 | 35,0 | 34,3 | 34,0  | 31,8 | 29,6 | 28,5 | 32,8 |
| Átlagos min. hőmérséklet (°C)  | 21,0 | 22,0 | 23,8 | 26,4 | 28,0 | 27,5 | 26,3 | 25,7 | 25,5  | 24,5 | 23,0 | 22,0 | 24,7 |
| Átl. csapadékmennyiség (mm)    | 22   | 2    | 4    | 8    | 44   | 56   | 100  | 140  | 137   | 279  | 407  | 191  | 1390 |
| Forrás: India Meteo Department |      |      |      |      |      |      |      |      |       |      |      |      |      |

## Közigazgatási beosztás

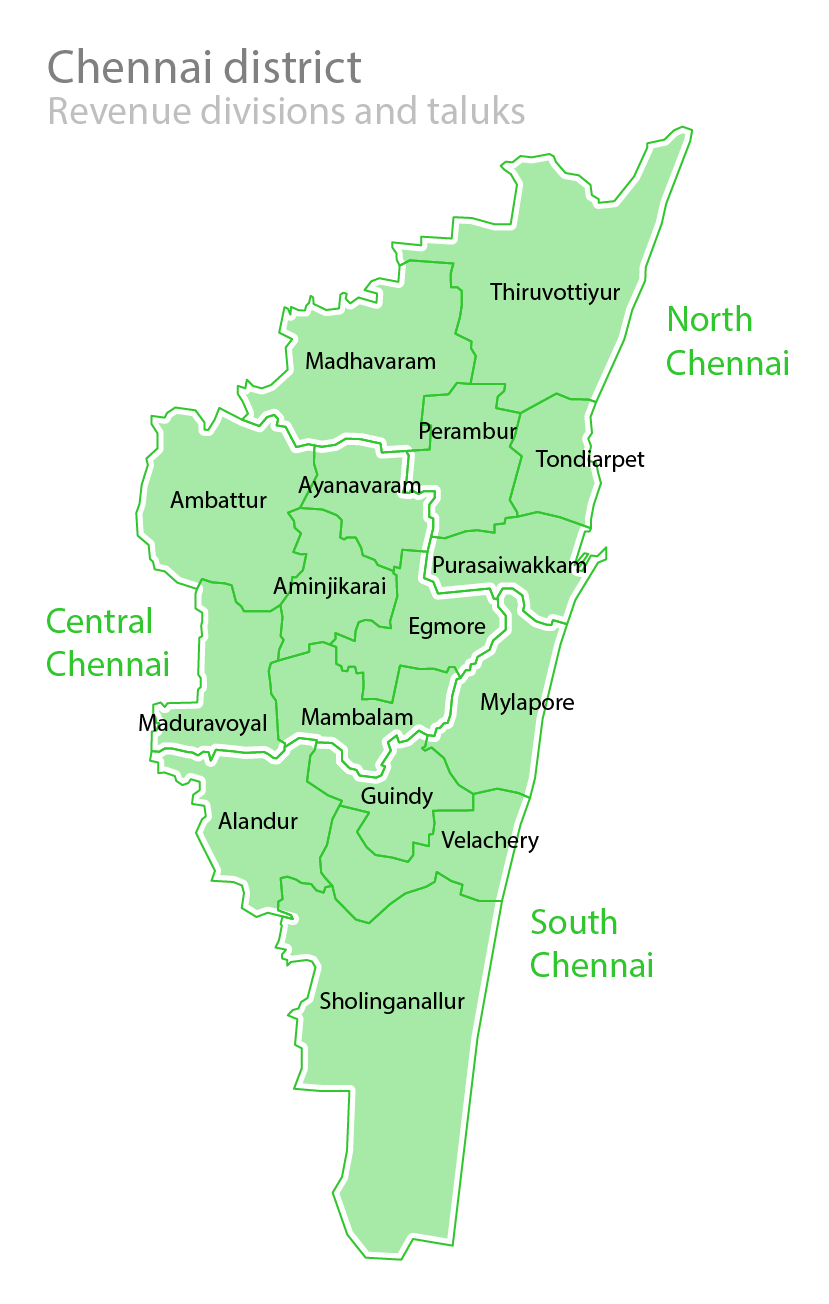
Csennai felosztása

A várost közigazgatásilag három régióba osztják fel, amelyet további tizenöt zónába osztanak fel.
| Észak-Csennai 1. Thiruvottiyur 2. Manali 3. Madhavaram 4. Tondiarpet 5. Royapuram |  | Chennai központja 1. Thiru. Vi. Ka. Nagar 2. Ambattur 3. Annanagar 4. Teynampet 5. Kodambakkam |  | Dél-Chennai 1. Valasaravakkam 2. Alandur 3. Adyar 4. Perungudi 5. Sholinganallur |

## Népesség

### Népességének változása
Népességének változása :
| Év   | Népesség  |
| ---- | --------- |
| 1971 | 2 469 000 |
| 1981 | 3 266 000 |
| 1991 | 3 841 000 |
| 2001 | 4 343 000 |
| 2011 | 7 088 000 |

### Vallási megoszlás
| Vallási megoszlás (a népesség %-ban) | Vallási megoszlás (a népesség %-ban) | Vallási megoszlás (a népesség %-ban) | Vallási megoszlás (a népesség %-ban) | Vallási megoszlás (a népesség %-ban) | Vallási megoszlás (a népesség %-ban) | Vallási megoszlás (a népesség %-ban) | Vallási megoszlás (a népesség %-ban) | Vallási megoszlás (a népesség %-ban) |
| Év                                   | Hindu                                | Muszlim                              | Keresztény                           | Dzsain                               | Buddhista                            | Szikh                                | Más                                  | N. A.                                |
| ------------------------------------ | ------------------------------------ | ------------------------------------ | ------------------------------------ | ------------------------------------ | ------------------------------------ | ------------------------------------ | ------------------------------------ | ------------------------------------ |
| 2001                                 | 81,3                                 | 9,4                                  | 7,6                                  | 1,1                                  | 0,04                                 | 0,06                                 | 0,23                                 | 0                                    |
| 2011                                 | 80,73                                | 9,45                                 | 7,72                                 | 1,11                                 | 0,06                                 | 0,06                                 | 0,04                                 | 0,83                                 |

## Látnivalók

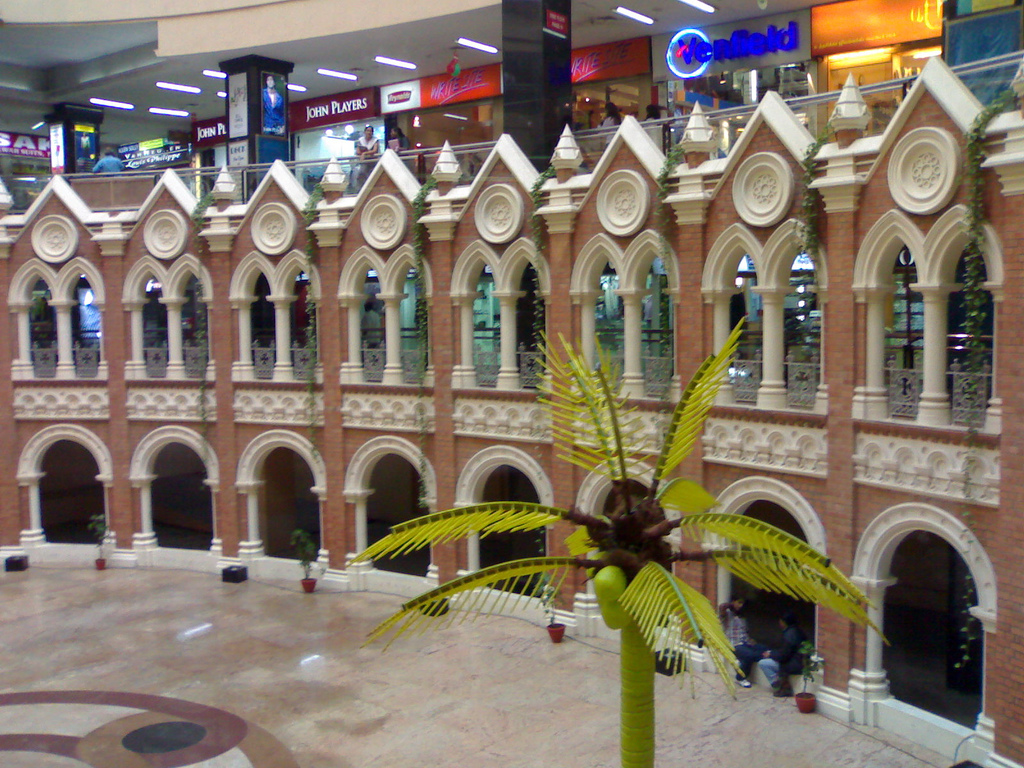
A Spencer pláza belső tere

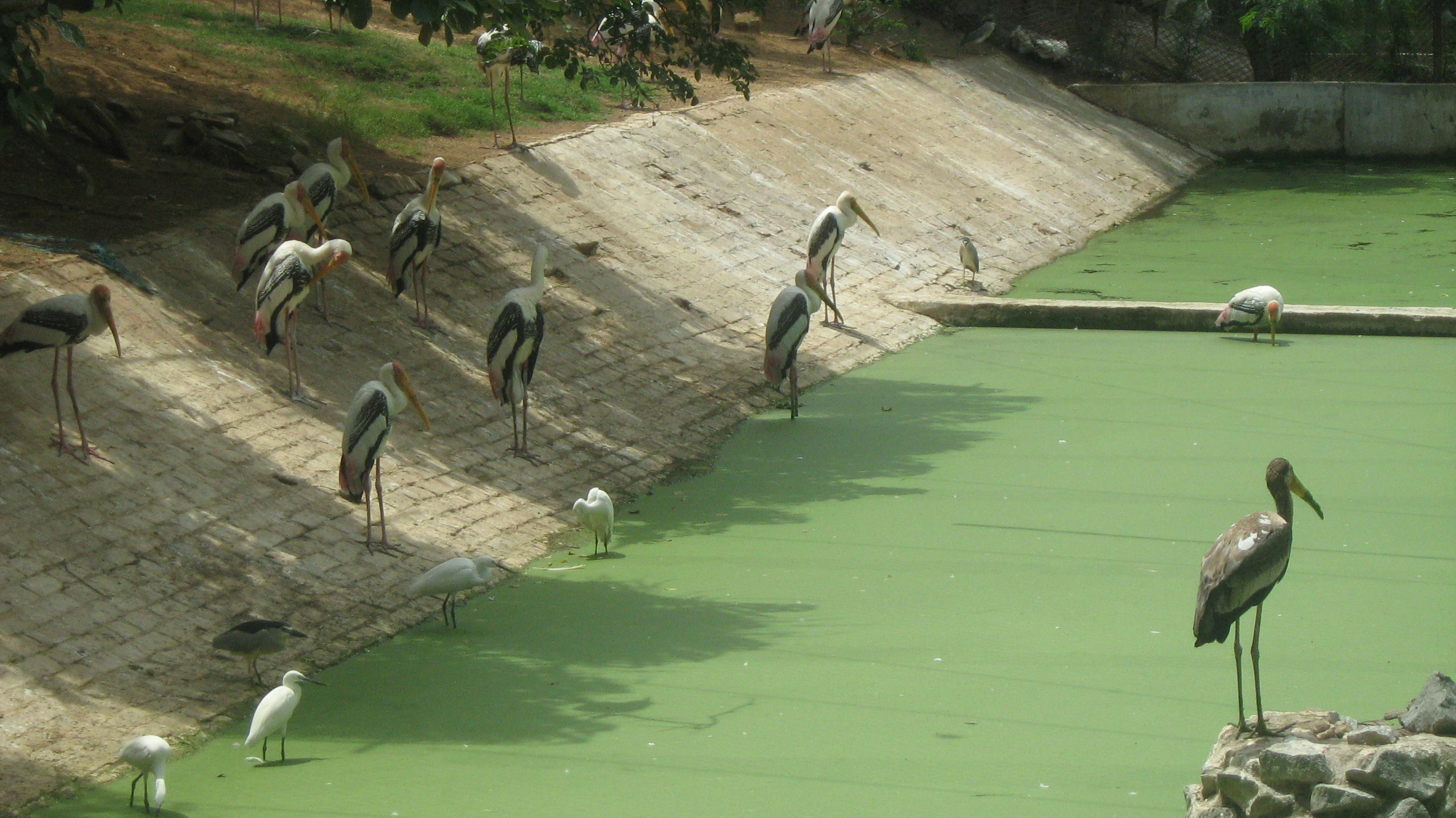
Gólyák az Arignar Ana parkban

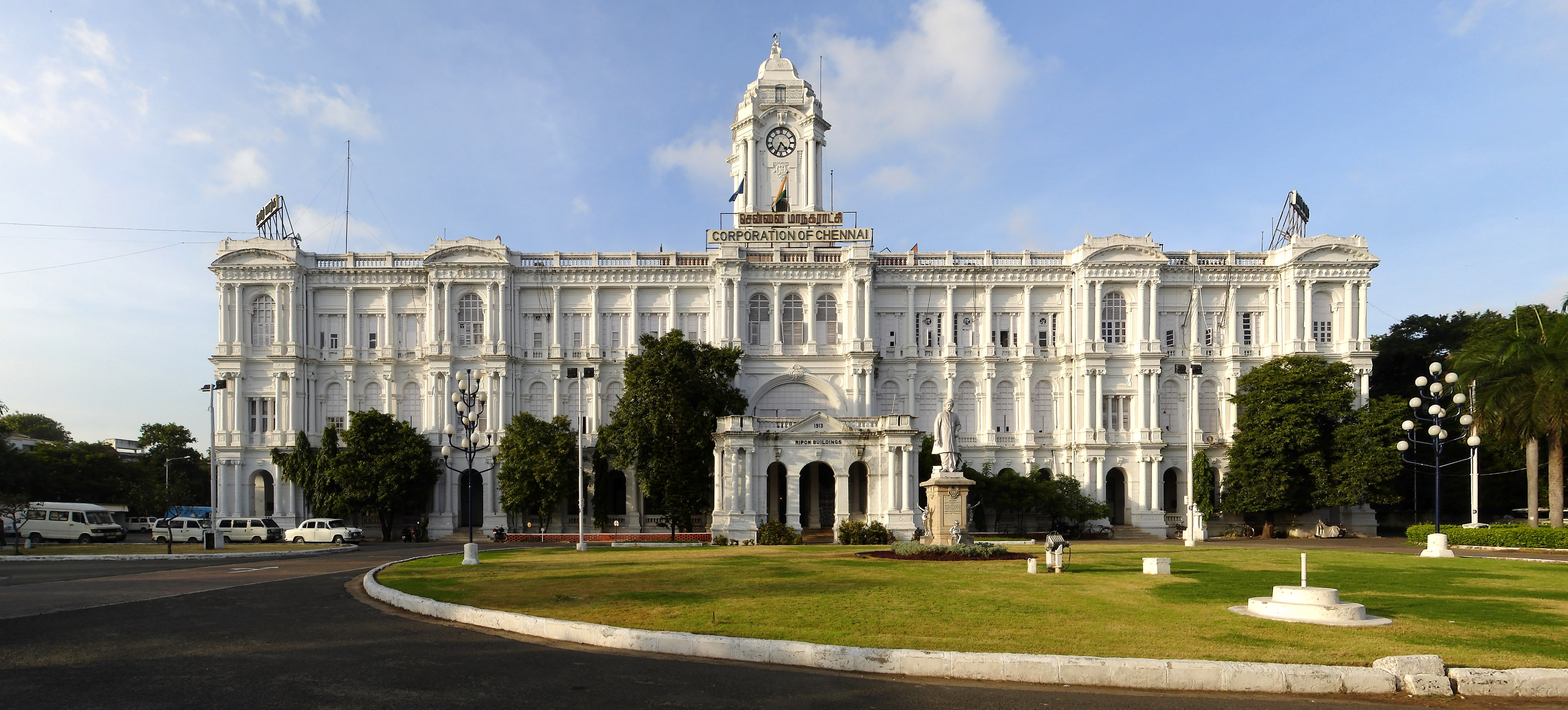
Ripon Building, a Nagy-Csennait irányító testület székhelye

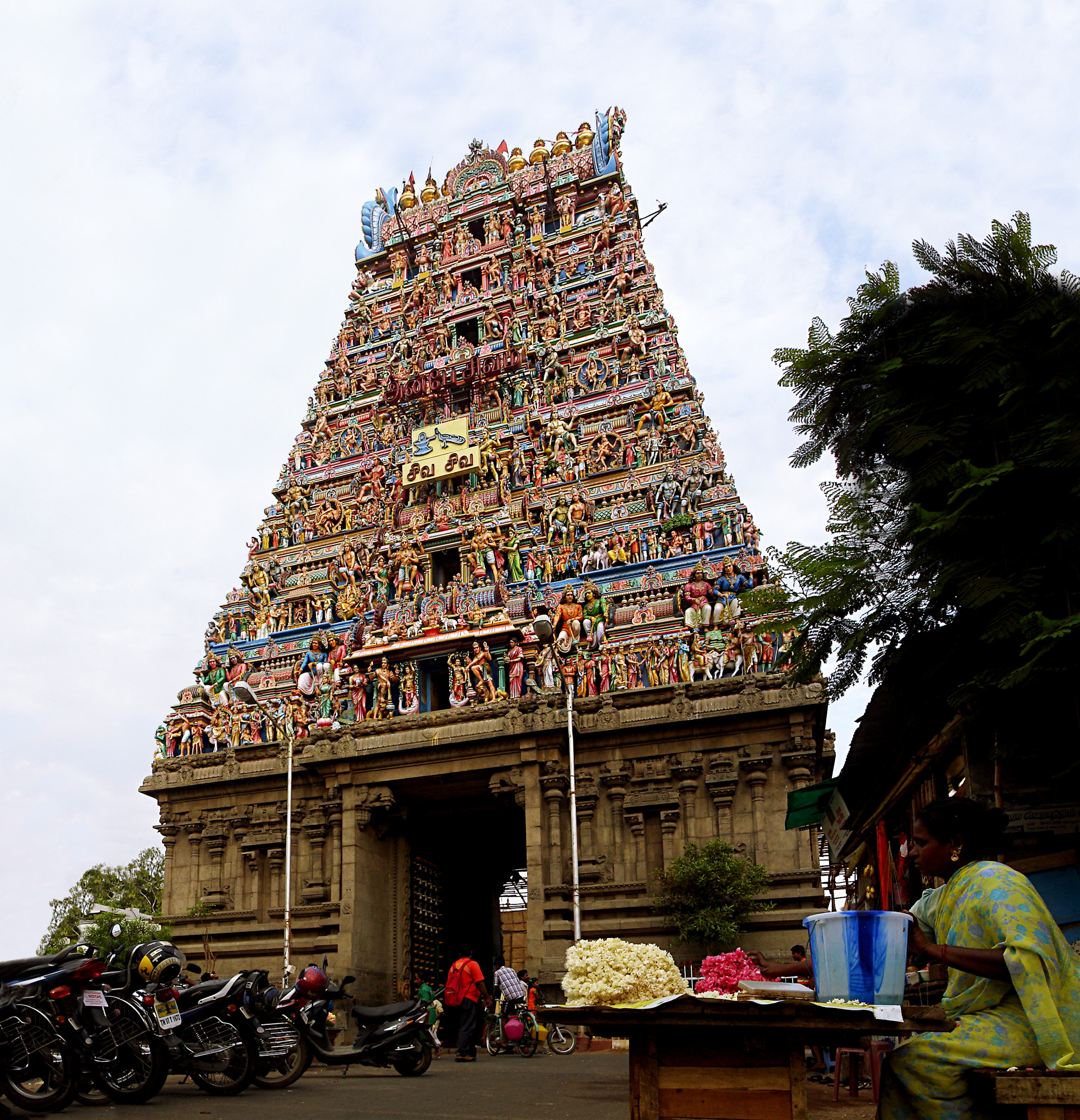
A Kapaleeshwarar-templom gopuramja

### Bevásárlóközpontok, plázák
- Spencer Plaza
- Chennai Citi Centre
- Ampa Skywalk
- Express Avenue
- The Laurel Mall

### Állatkertek, parkok
- Tholkappia Poonga (más néven Adyar Eco Park)
- Arignar Anna Állattani Park
- Madras Crocodile Bank Trust
- Guindi Nemzeti Park

### Strandok
- Edward Elliot's Beach
- Marina Beach
- Golden Beach

### Vidámparkok
- Dash n Splash
- Kishkinta
- Queens Land
- VGP Universal Kingdom

### Épületek
- Az örmény Szt. Mária-templom
- Szent György erőd (17. század)
- A kormánymúzeum (Government Museum)
- Kapaleeshwarar-templom (hindu)
- Parthasarathy-templom (hindu)
- Szent Tamás-bazilika (keresztény)

## Sport
Csennaiban számos sportrendezvényt szerveznek, köztük egy ATP tenisztornát, a Chennai Opent. A városban van a székhelye a Chennai Super Kings nevű krikettklubnak, amely az IPL bajnokság szereplője.

## Nevezetes szülöttei
- Visuvanádan Ánand (* 1969), sakk-nagymester (2007–2013)
- S. Balachander (1927–1990), filmrendező, színész
- Leland Bardwell (* 1922), ír író
- Pete Best (* 1941), brit zenész, 1960-62 között a Beatles dobosa
- Mahes Bhúpati (* 1974), teniszező
- Karun Chandhok (* 1984), autóversenyző
- Armaan Ebrahim (* 1989), autóversenyző
- Theodor Ellwein (1897–1962), német teológus és tanár
- Engelbert Humperdinck  (* 1936), brit popénekes
- Narain Karthikeyan (* 1977), autóversenyző
- Ramesh Krishnan (* 1961), teniszező
- Padma Lakshmi (* 1970), indiai-amerikai színésznő, műsorvezető és modell
- Arnold Lunn (1888–1974), brit hegymászó, sportoló
- Uma Mohan (* 1966), énekes
- R. K. Narayan (1906–2001), író
- Indra Nooyi (* 1955), üzletember
- Sundar Pichai (* 1972), menedzser, a Google Inc. igazgatója
- A. R. Rahman (* 1966), zeneszerző
- L. Shankar (* 1950), zeneszerző és hegedűművész
- Bhama Srinivasan (* 1935), indiai-amerikai matematikus
- S. R. Srinivasa Varadhan (* 1940),
- Raman Sundrum (* 1964), indiai-amerikai fizikus
- Parthiva Sureshwaren (* 1980), autóversenyző
- John Henry Constantine Whitehead (1904–1960), brit matematikus

## Képek

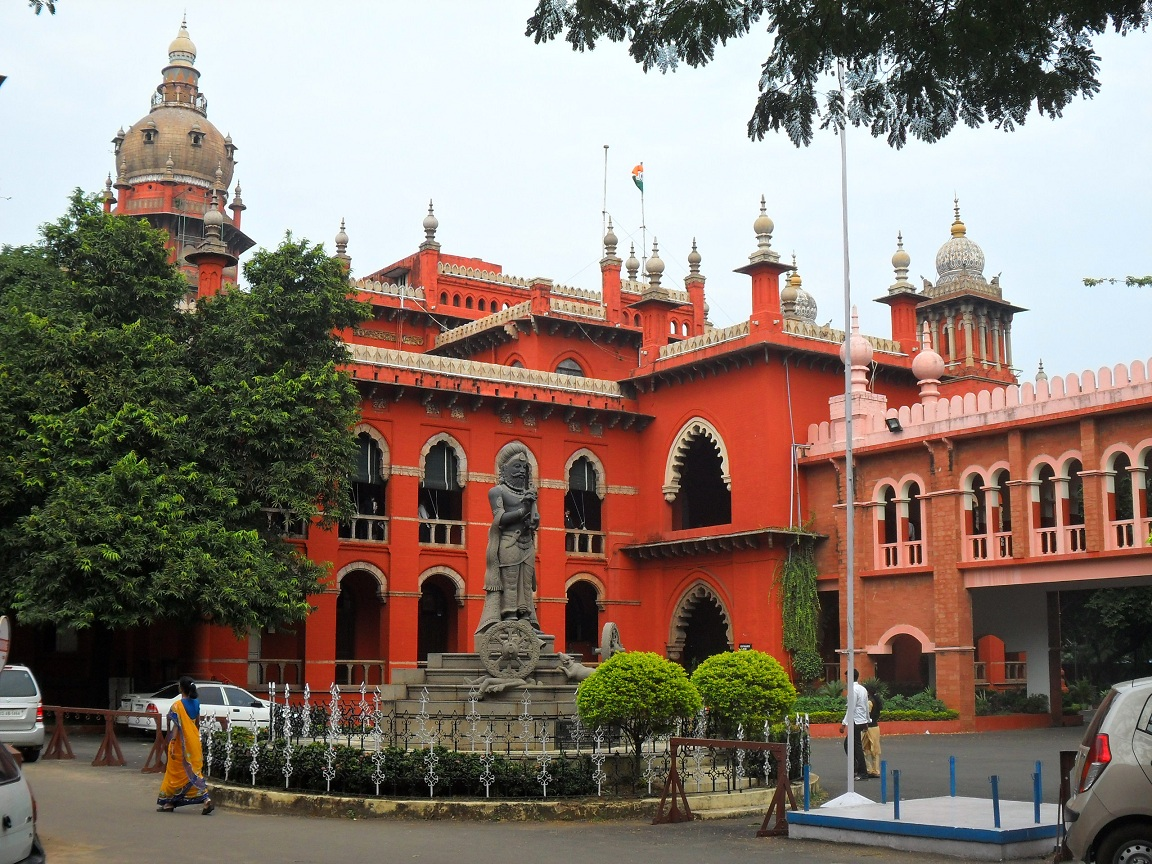
A főbíróság épülete
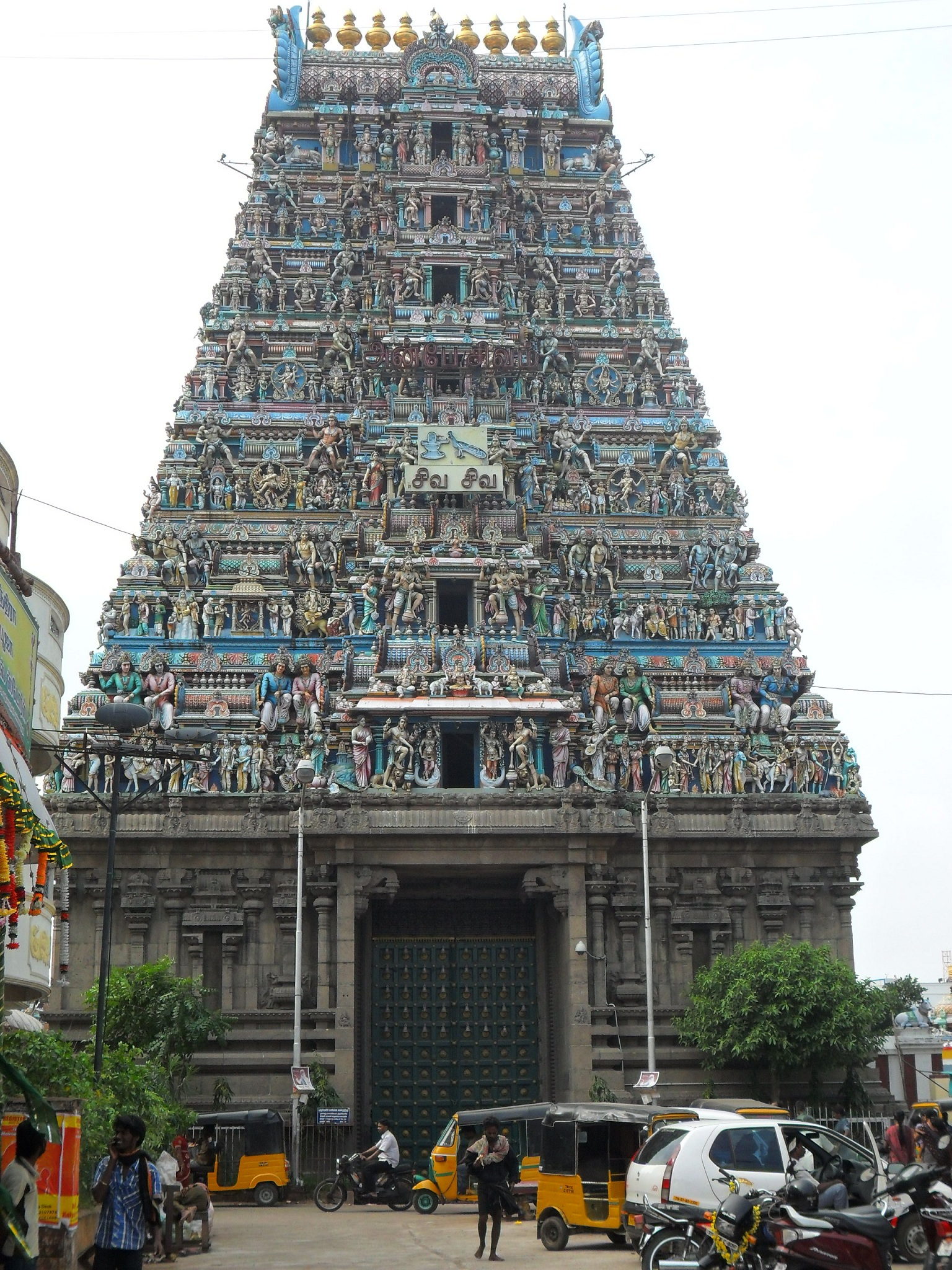
Hindu templom (kovil) bejárati kapuja
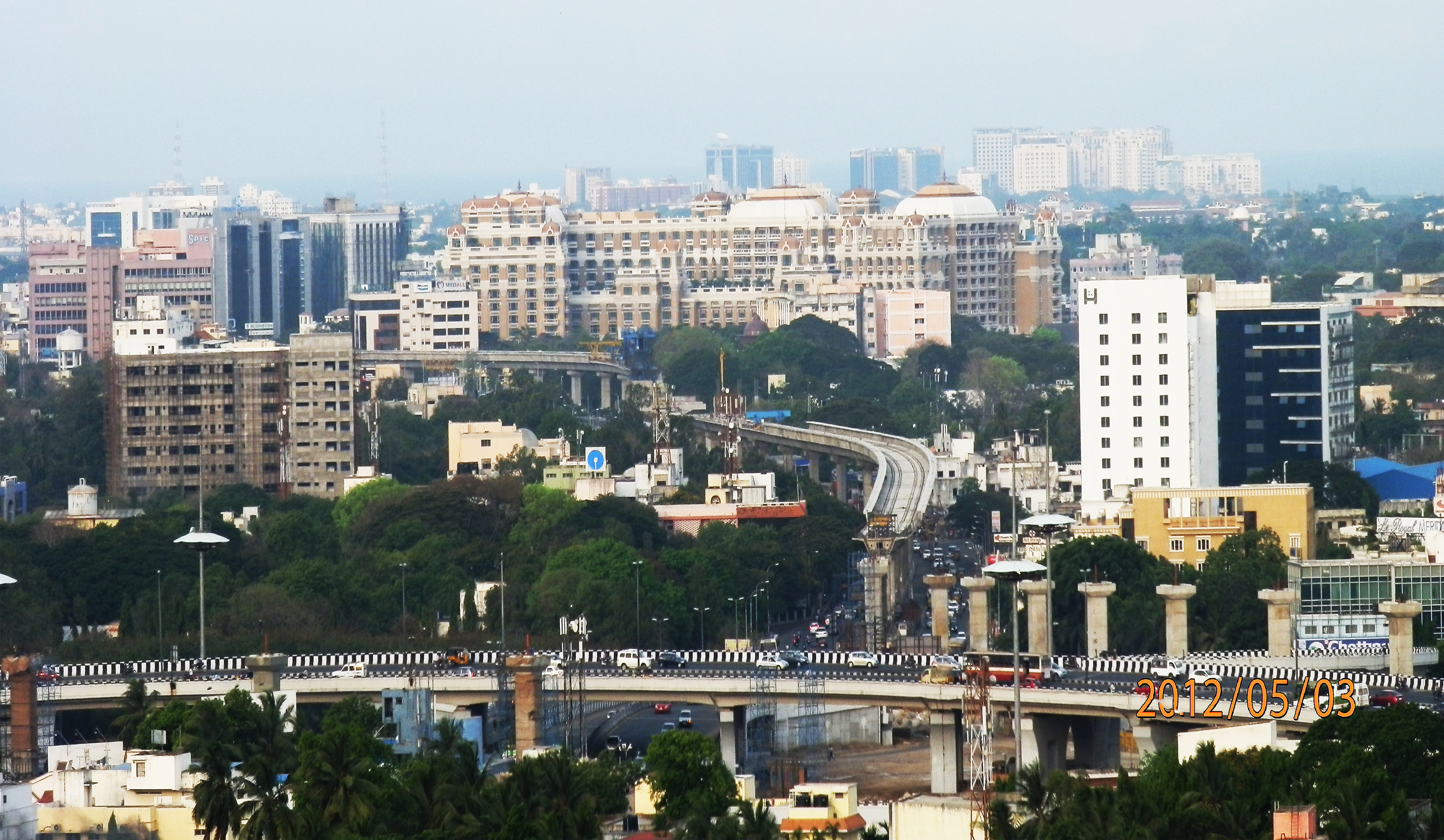
Városkép
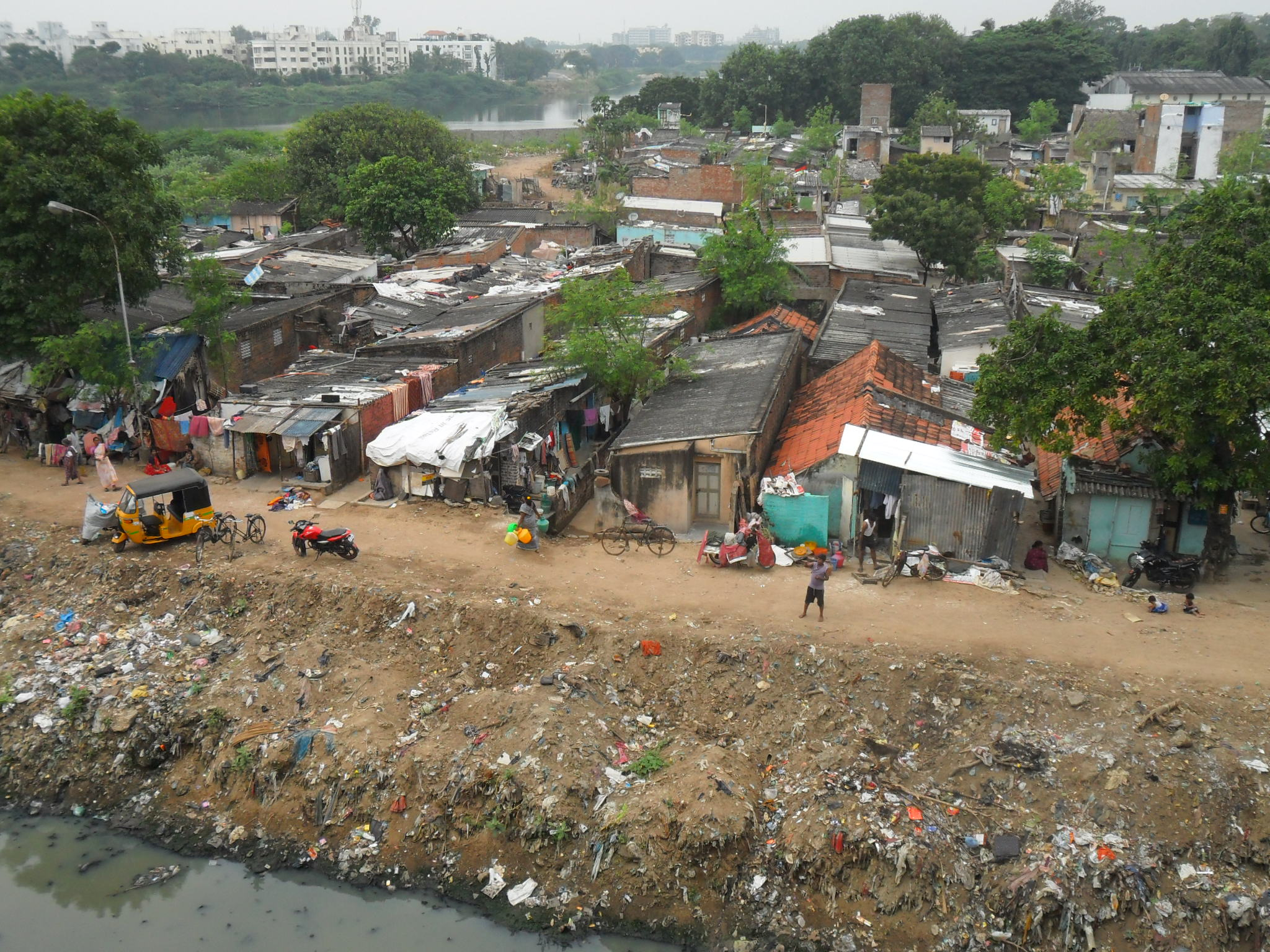
Nyomornegyed Csennai központjában
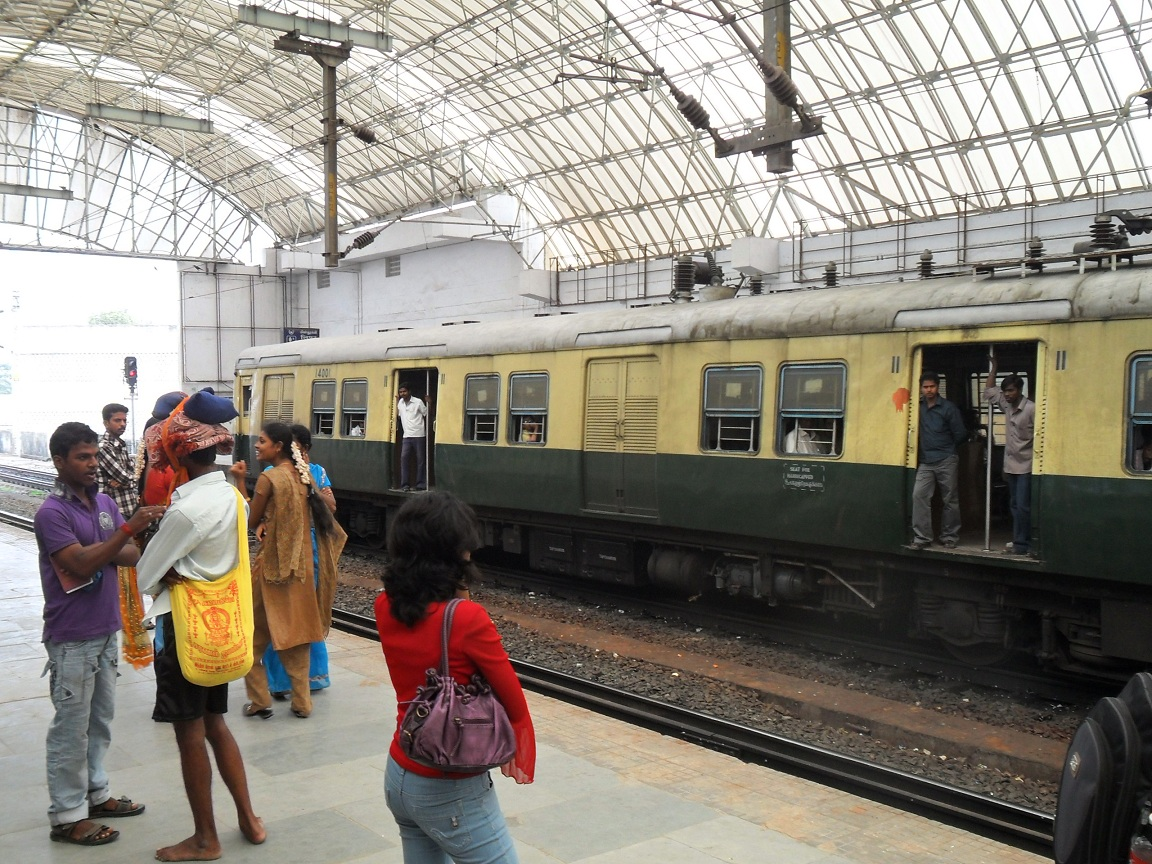
A városi magasvasút vonata egy állomáson